# Ustymle
Ustymle (biał. Усцімле; ros. Устимле) – wieś na Białorusi, w obwodzie brzeskim, w rejonie stolińskim, w sielsowiecie Struga, nad Lwą.
W dwudziestoleciu międzywojennym leżały w Polsce, w województwie poleskim, w powiecie stolińskim, w gminie Stolin. Po II wojnie światowej w granicach Związku Sowieckiego. Od 1991 w niepodległej Białorusi.